# Sunburn (film 1999)
Sunburn è una commedia drammatica del 1999 diretta da Nelson Hume. Il film è incentrato su un gruppo di giovani irlandesi che trascorrono la propria estate negli Stati Uniti per un lavoro estivo.